# Fosse no 1 - 1 bis des mines de La Clarence
La fosse no 1 - 1 bis de la Compagnie des mines de La Clarence est un ancien charbonnage du Bassin minier du Nord-Pas-de-Calais, situé à Divion. Le fonçage des deux puits commence en août 1896 et la fosse commence à extraire le 31 janvier 1901. Des cités, une école et une église, sont bâties à proximité, et un terril no 33 est édifié à côté du carreau de fosse. Le 3 septembre 1912, un coup de grisou entraîne la mort de 79 mineurs. Pour éviter que ce genre de catastrophe ne se reproduise, une fosse no 2 est commencée à Calonne-Ricouart pour assurer l'aérage de cette fosse grisouteuse.
La Compagnie des mines de La Clarence est nationalisée en 1946, et intègre le Groupe d'Auchel. La production étant jugée trop faible, la fosse est modernisée en 1951, et notamment dotée d'un nouveau chevalement pour le puits no 1. Un nouveau coup de grisou a lieu le 20 juin 1954, tue dix mineurs et en blesse gravement deux autres, la fosse est mise à l'arrêt, et définitivement fermée le 1er septembre. Les puits sont comblés en 1955, et le nouveau chevalement est réinstallé par-dessus le puits no 2 de la fosse Sabatier à Raismes. Le terril est exploité, l'église est détruite.
Au début du XXIe siècle, Charbonnages de France matérialise les têtes des puits nos 1 et 1 bis. Il subsiste un assez grand nombre de bâtiments sur le carreau de fosse, les cités ont été rénovées, et le terril est devenu un espace de promenade.

## La fosse
Alors que la Compagnie des mines de Bruay est en train d'effectuer le fonçage des puits de sa fosse no 5 - 5 bis à Divion et que la Compagnie des mines de Ferfay effectue des sondages à Camblain-Châtelain, la Société de Recherches de La Clarence découvre de la houille en 1894 à Divion. La Société de La Clarence fait une demande de concession qui est immédiatement contestée par la Compagnie des mines de Ferfay, cette dernière souhaitant avoir une extension. C'est la Compagnie des mines de La Clarence qui voit sa demande acceptée et reçoit une concession de 746 hectares par le décret du 13 août 1895.

### Fonçage
Le fonçage des deux puits commence en août 1896. Pendant ces travaux, d'autres sondages fructueux sont portés à plus de mille mètres à Ourton et Beugin. Les puits devant être amenés à plus de mille mètres de profondeur, les travaux sont longs. Le puits no 1 bis est situé à 45 mètres au nord-ouest du puits no 1.

### Exploitation
Après près de quatre ans et demi de travaux, la fosse commence à extraire le 31 janvier 1901. Le puits no 1 fait 1 186 mètres, il est le plus profond du bassin minier, quant au puits no 1 bis, avec ses 1 069 mètres, il est le cinquième en termes de profondeur. La fosse produit 9 441 tonnes en 1901, 27 000 tonnes l'année suivante, 48 708 tonnes en 1903, et emploie cette année-là 325 ouvriers. La fosse produit 120 000 tonnes en 1910 et emploie 559 ouvriers au fond et 167 au jour.

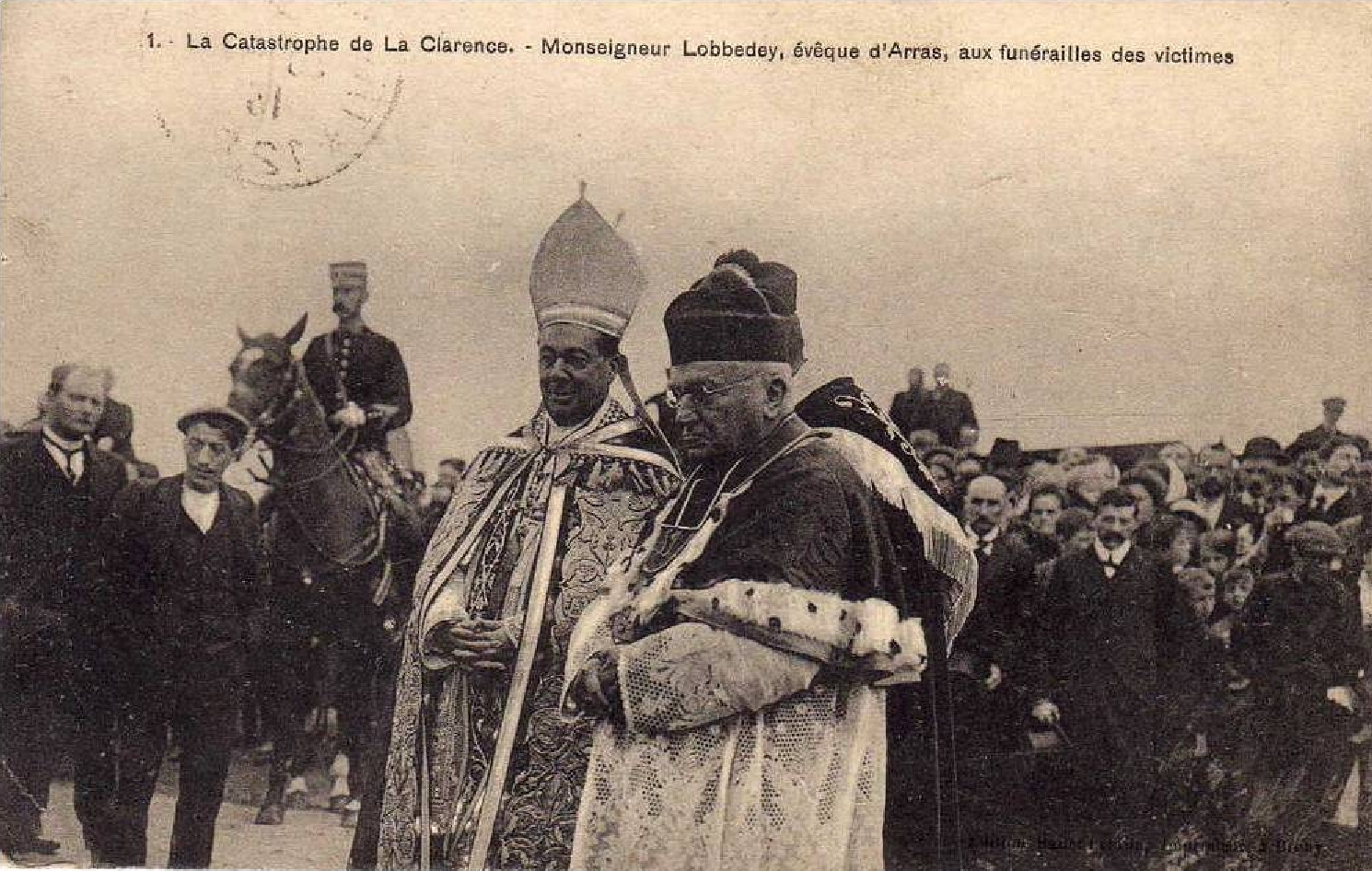
Mgr Lobbedey, évêque d'Arras, aux funérailles des victimes.

Le 3 septembre 1912, à 14 h 30, pendant que les 358 ouvriers de la coupe du matin remontent, et que d'autres mineurs descendent pour commencer leur travail, une explosion de grisou se produit. Durant la journée, et le lendemain, des cadavres et des blessés sont remontés. Des sauveteurs provenant des Compagnies de Marles, Liévin et Bruay viennent apporter leur aide. M. Michaux, directeur de la mine et Clément Dupont, ingénieur, supervisent les secours. De nouvelles explosions se produisent, entraînant la mort de plusieurs sauveteurs, et de Clément Dupont. Plusieurs incendies se déclarent dans les galeries. Au 14 septembre, le bilan s'élève déjà à 39 morts, il n'est pas définitif. Par solidarité, les Compagnies de Marles et de Bruay emploient les mineurs de La Clarence dans leurs fosses pendant toute la durée des travaux de sauvetage. Le bilan final est de 79 morts et de 23 blessés. La Catastrophe de Courrières, qui a eu lieu six ans plus tôt est encore dans tous les esprits. Des funérailles sont faites aux victimes de la catastrophe, en présence de Jean Dupuy, ministre des travaux publics, de Mgr Émile-Louis-Cornil Lobbedey, évêque d'Arras, et d'une foule considérable.
Afin d'éviter une nouvelle catastrophe, une fosse no 2 destinée à l'aérage est entreprise en 1916 à 1 390 mètres au nord-ouest, à Calonne-Ricouart.
La Compagnie des mines de La Clarence est nationalisée en 1946, et intègre le Groupe d'Auchel. Malgré une extraction par les deux puits, la production n'est que de 450 tonnes. Aussi, la fosse est modernisée, et le puits no 1 est équipé d'un nouveau chevalement. Un coup de grisou se produit le dimanche 20 juin 1954 vers 4 h 20 du matin dans la veine Rosalie, à la profondeur de 875 mètres. Dix mineurs périssent et deux autres sont gravement blessés. Cette catastrophe, en plus d'une exploitation pénible et à grande profondeur, avec des résultats de production peu encourageants, entraîne la fermeture définitive de la fosse le 1er septembre 1954. Les deux puits sont remblayés en 1955,. Le chevalement du puits no 1 est démonté et réinstallé par-dessus le puits no 2 de la fosse Sabatier des mines d'Anzin à Raismes.

### Reconversion
Au début du XXIe siècle, Charbonnages de France matérialise les têtes des puits nos 1 et 1 bis. Le BRGM y effectue des inspections chaque année. De nombreux bâtiments subsistent encore sur le carreau de fosse qui est devenu une zone industrielle : les deux bâtiments des salles des machines, la salle des compresseurs, la maison du garde, un hangar, la lampisterie, un atelier, le magasin et le château d'eau. Le chevalement qui a été remonté à la fosse Sabatier a été inscrit aux monuments historiques le 18 mars 2010 et sur la liste du patrimoine mondial de l'Unesco le 30 juin 2012.

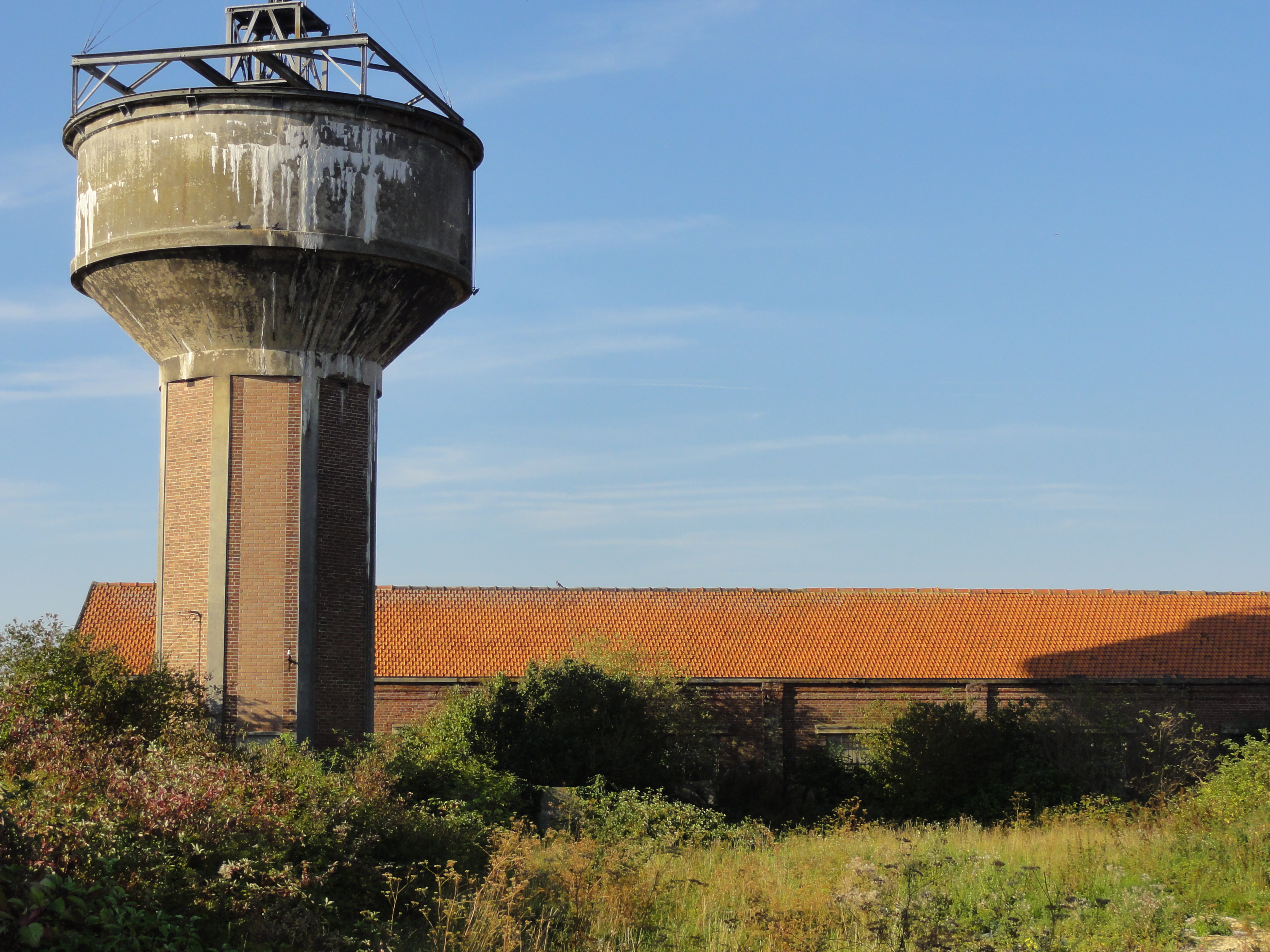
Le château d'eau et d'anciens bâtiments.
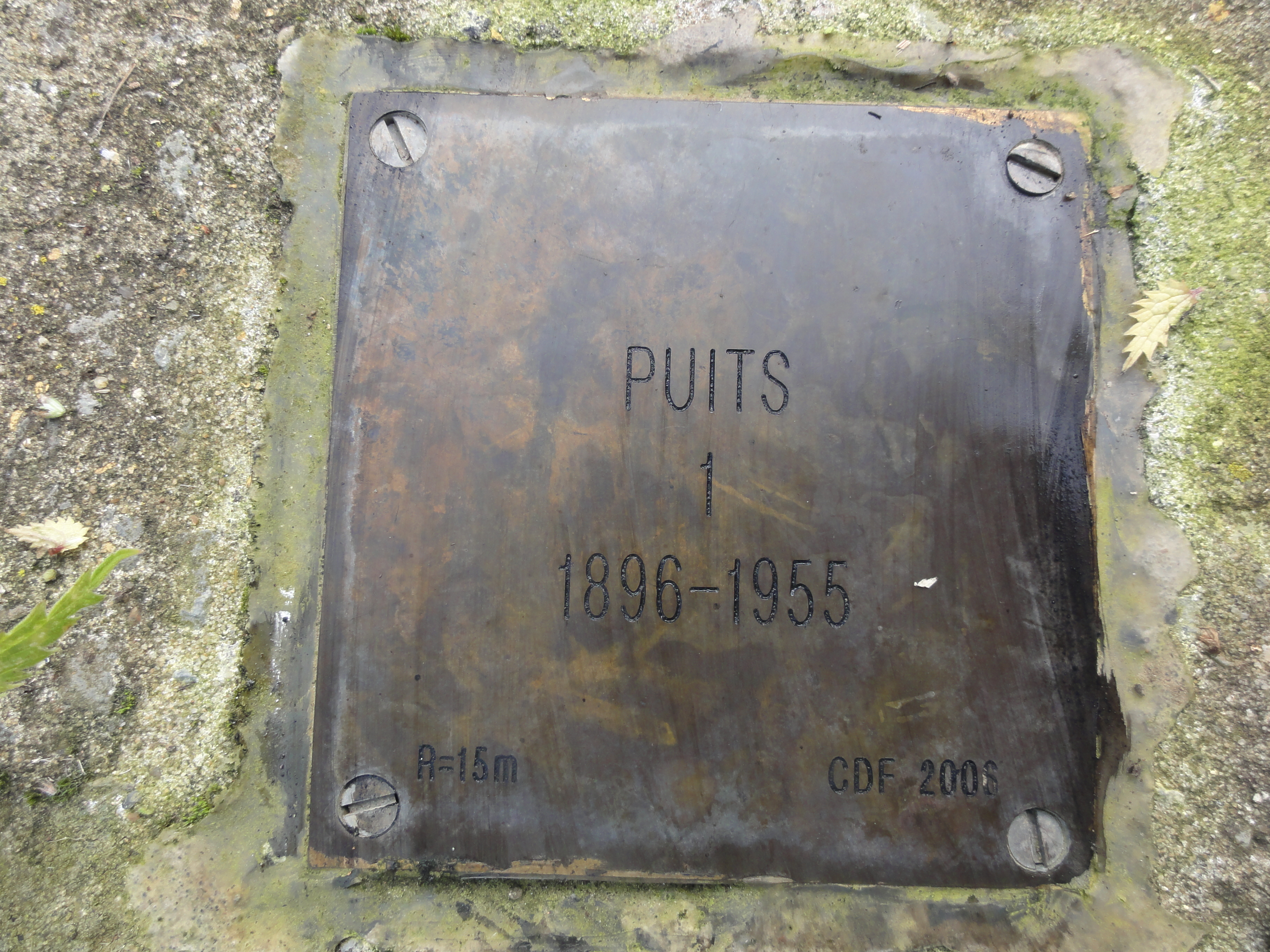
« Puits 1, 1896-1955 ».
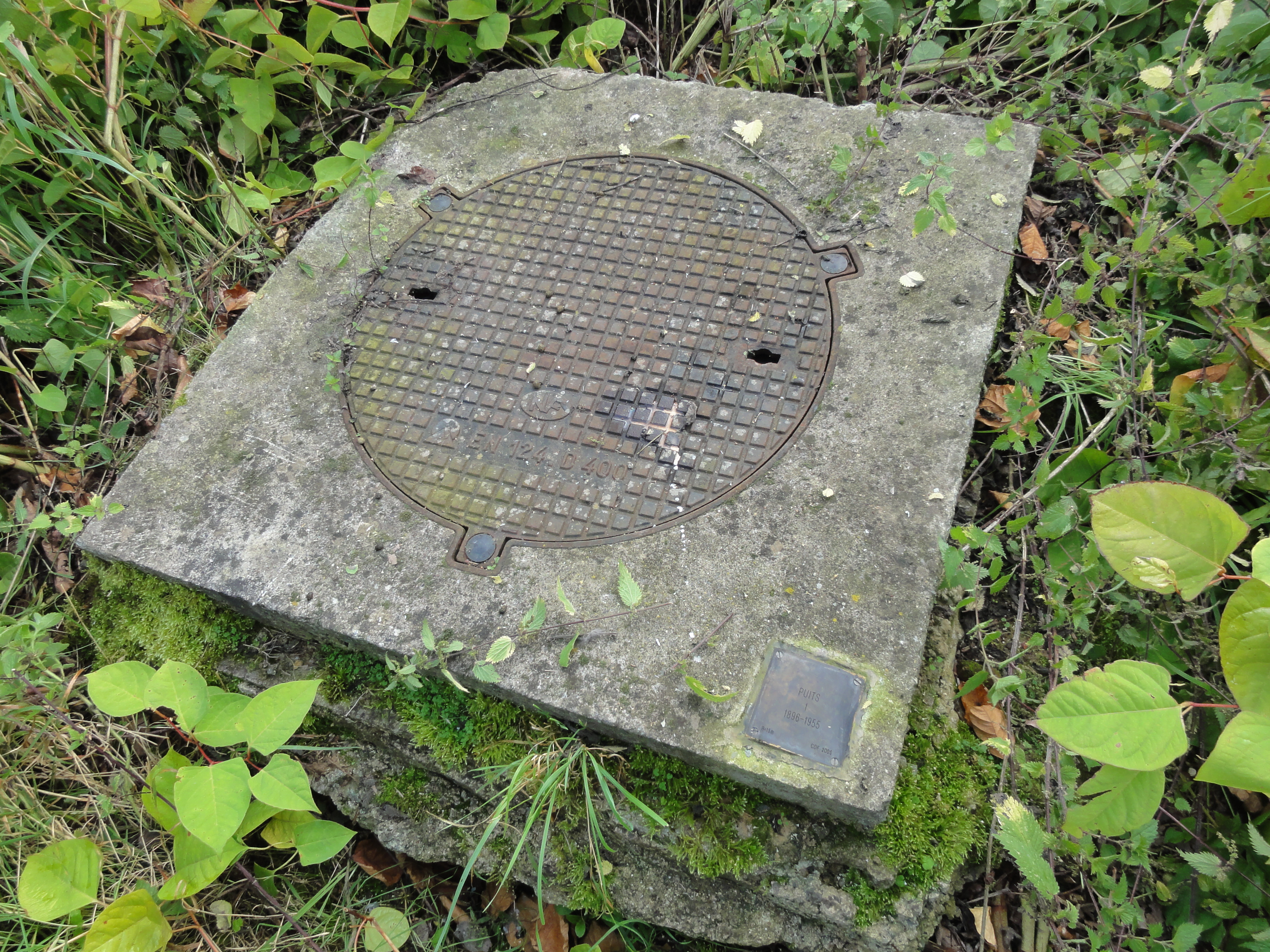
La tête de puits matérialisée no 1.
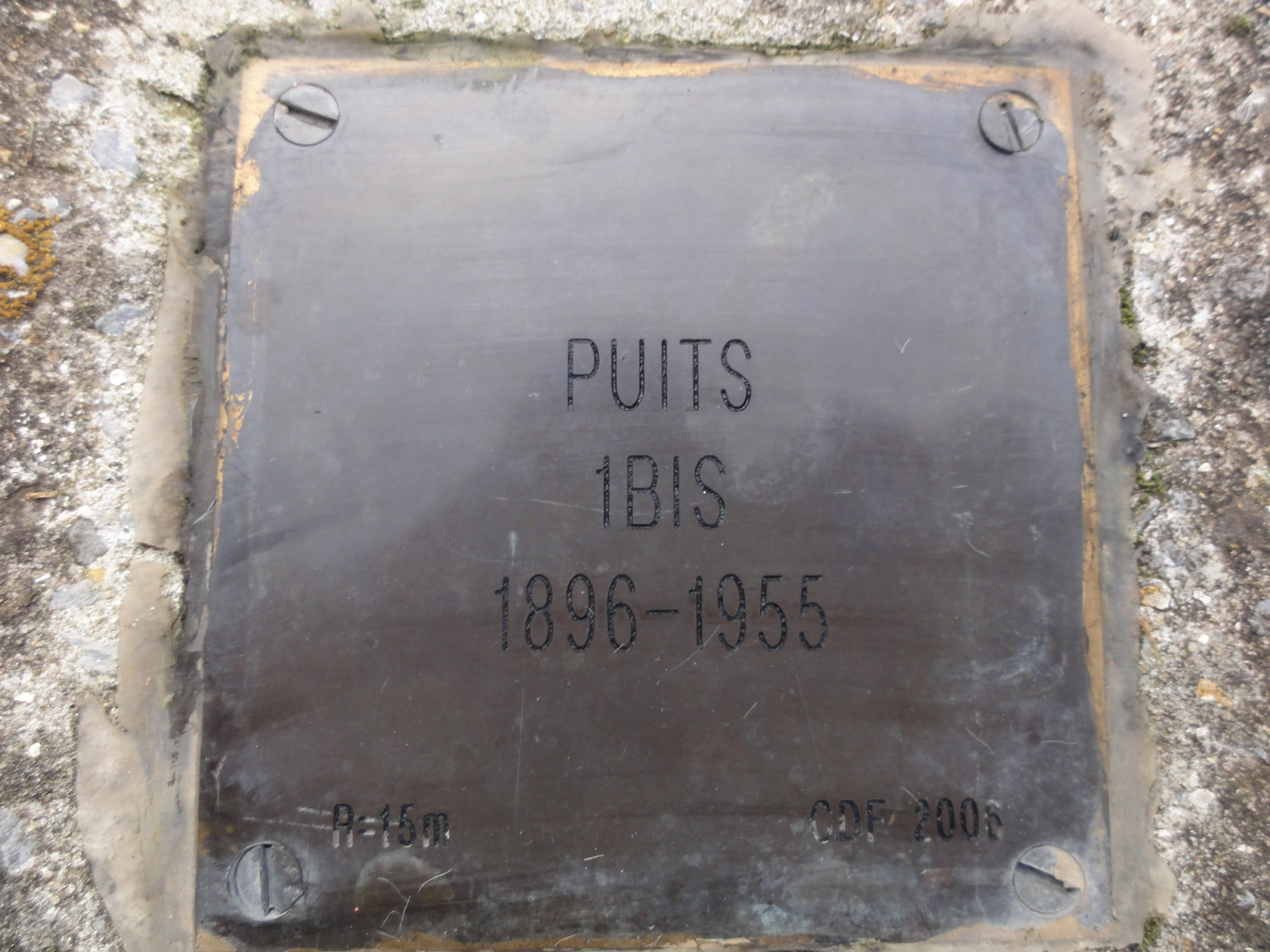
« Puits 1 bis, 1896-1955 ».
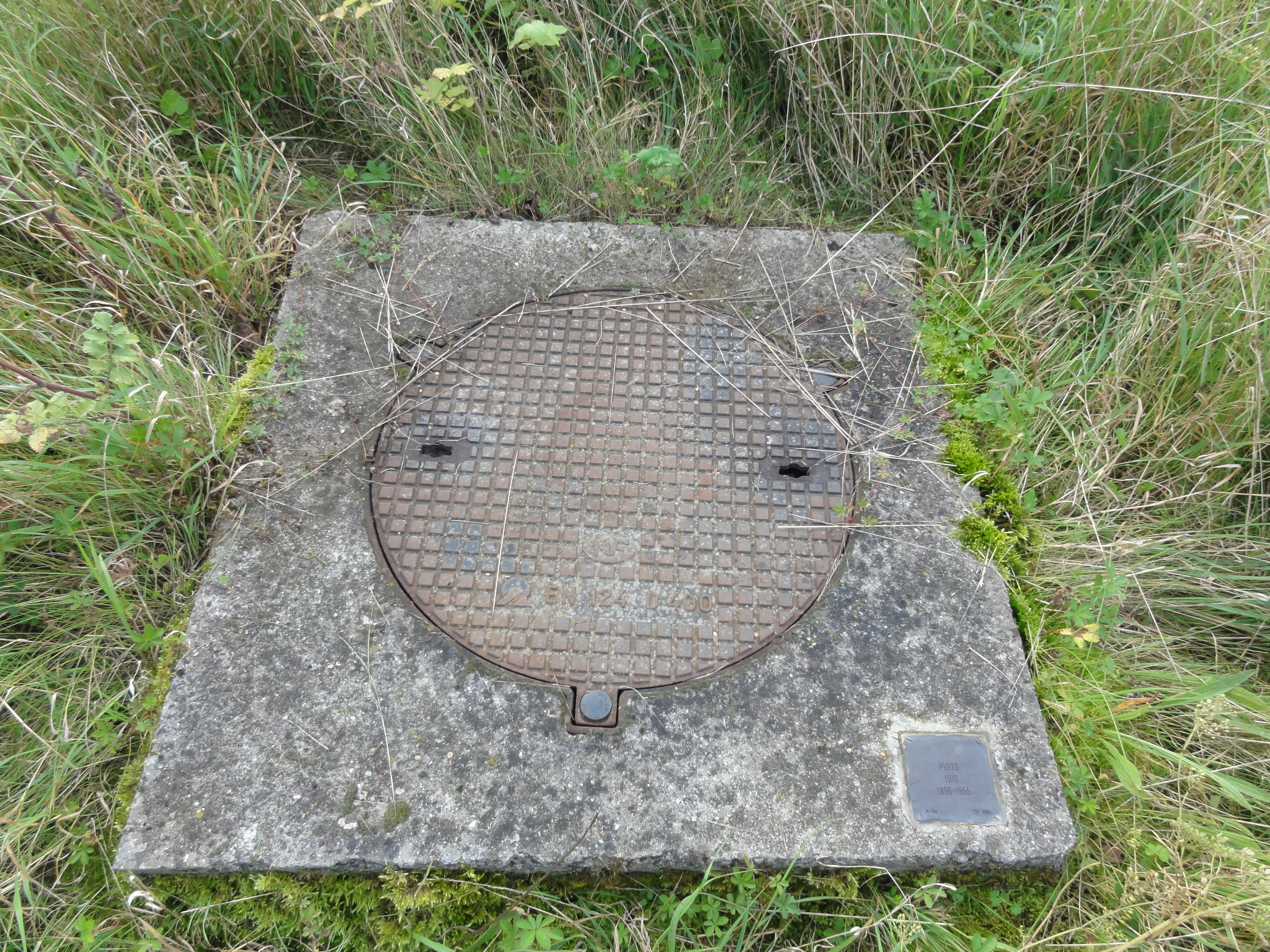
La tête de puits matérialisée no 1 bis.
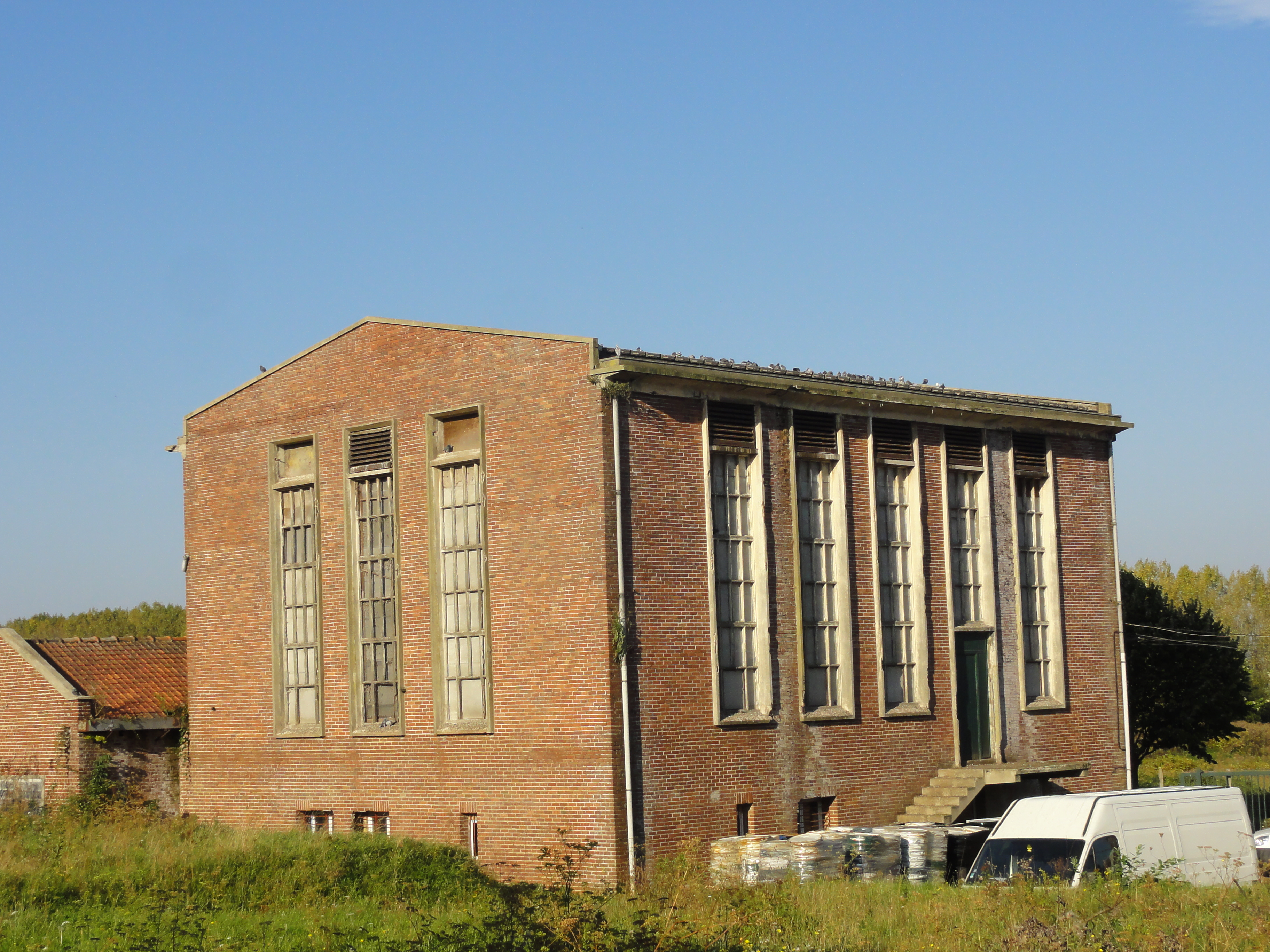
La salle des machines du puits no 1 bis.

## Le terril

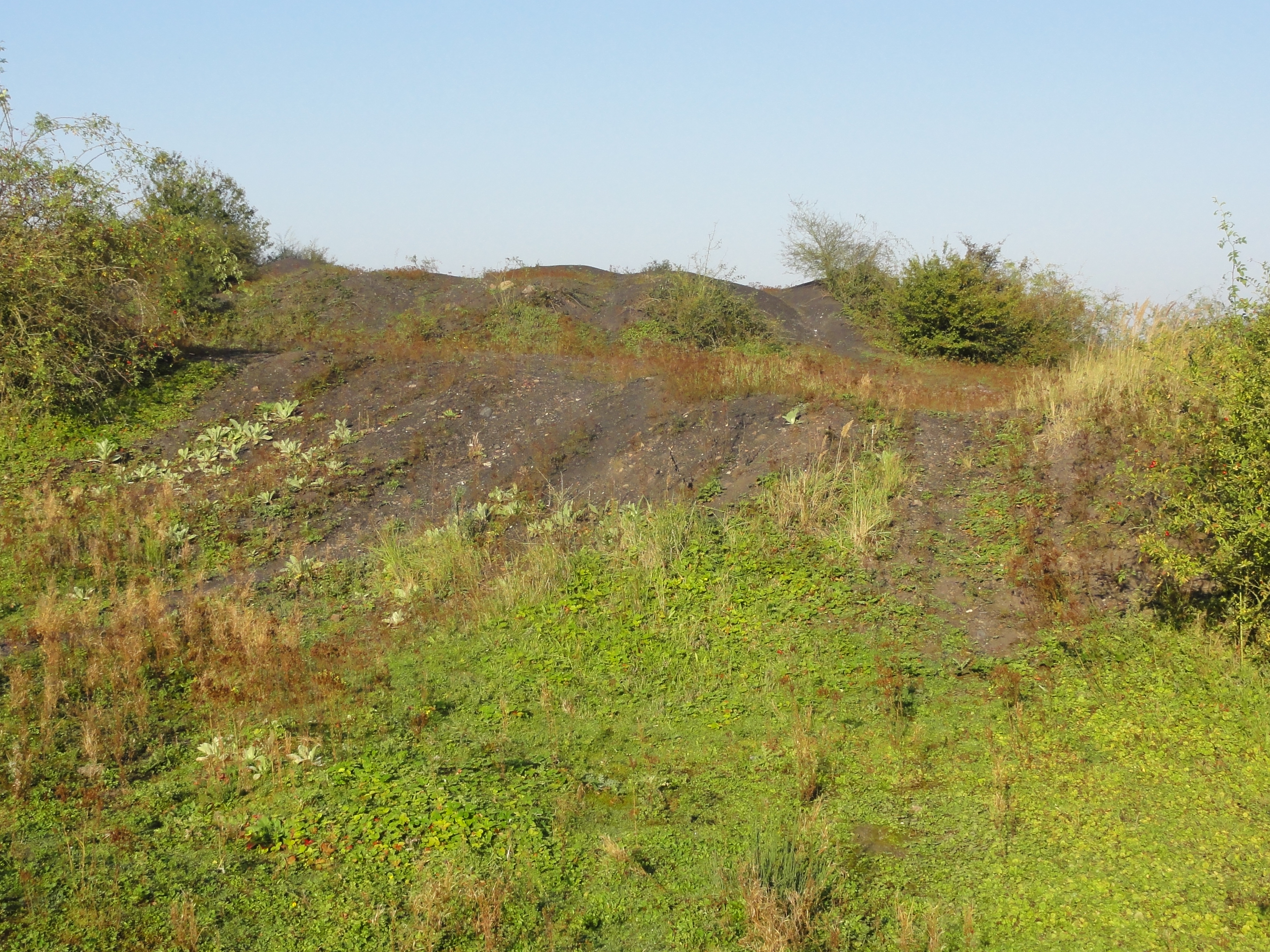
Le terril de La Clarence.

50° 28′ 38″ N, 2° 28′ 47″ E
Le terril no 33, La Clarence, a été édifié sur le territoire de Divion au nord-ouest du carreau de fosse à partir de la mise en extraction de celle-ci, en 1901. Initialement de forme conique, il a été exploité en très grande partie,.

## Les cités
Des cités sont bâties près de la fosse.

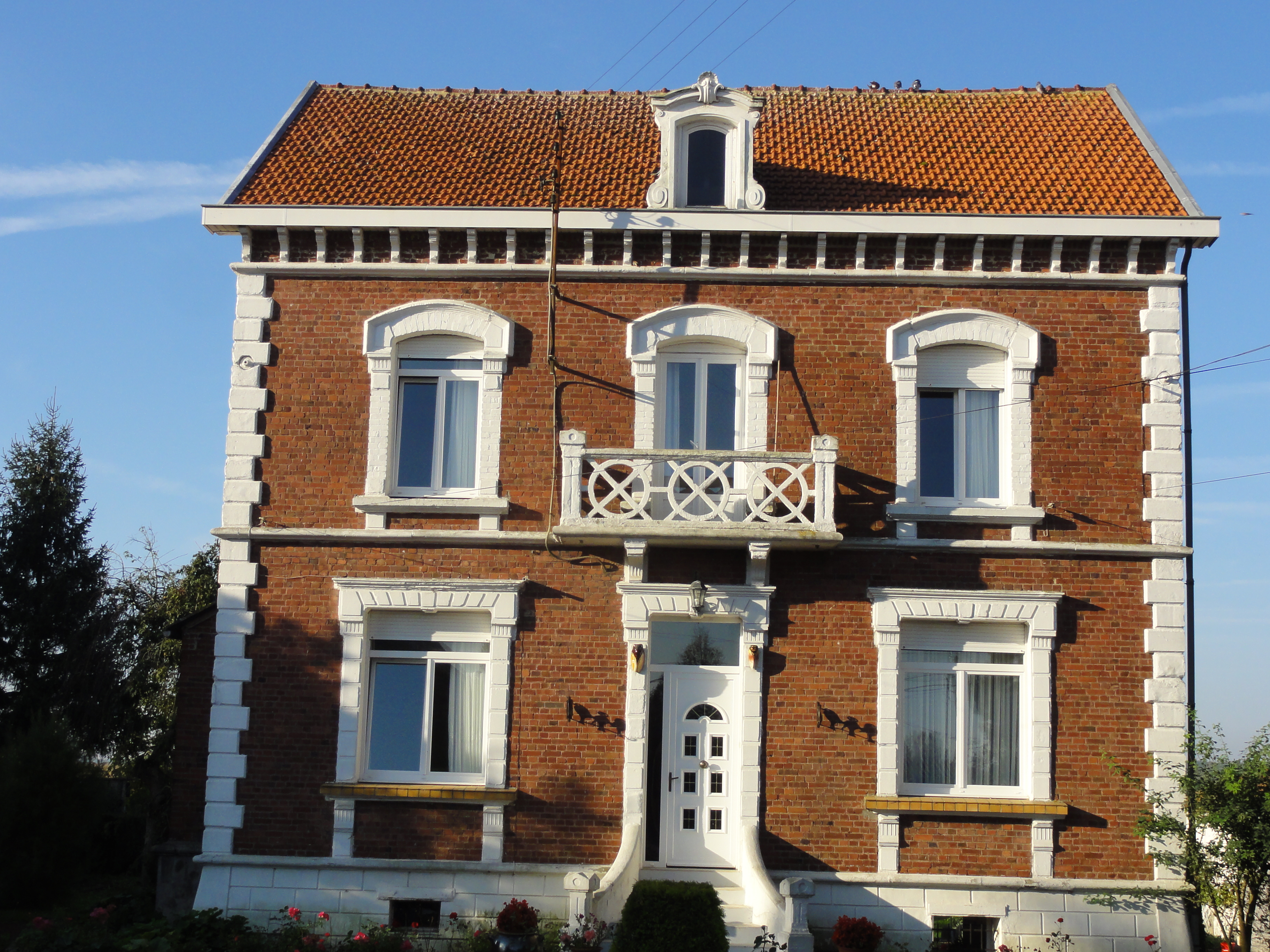
Une maison d'ingénieur.
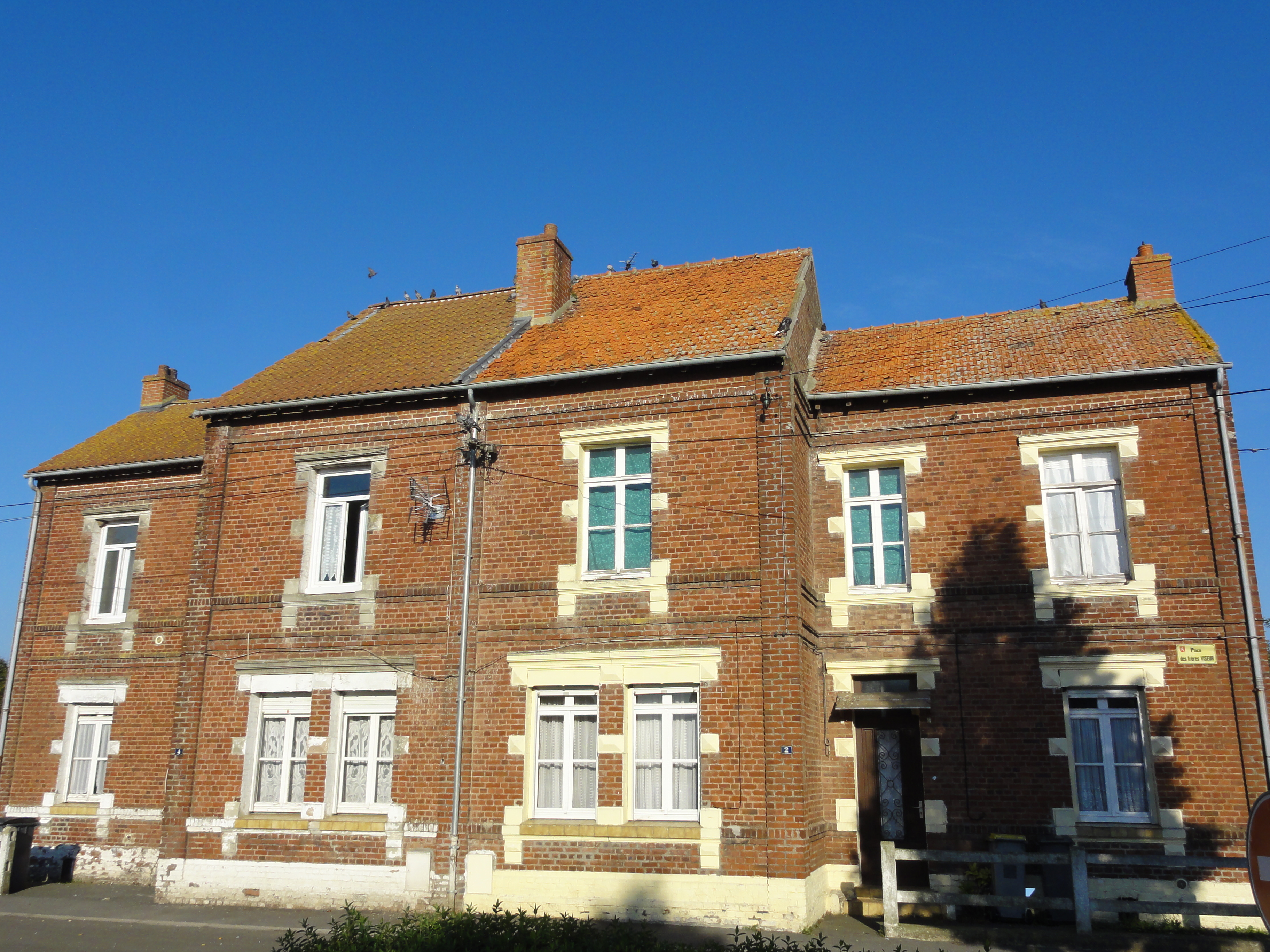
Des habitations groupées par deux.
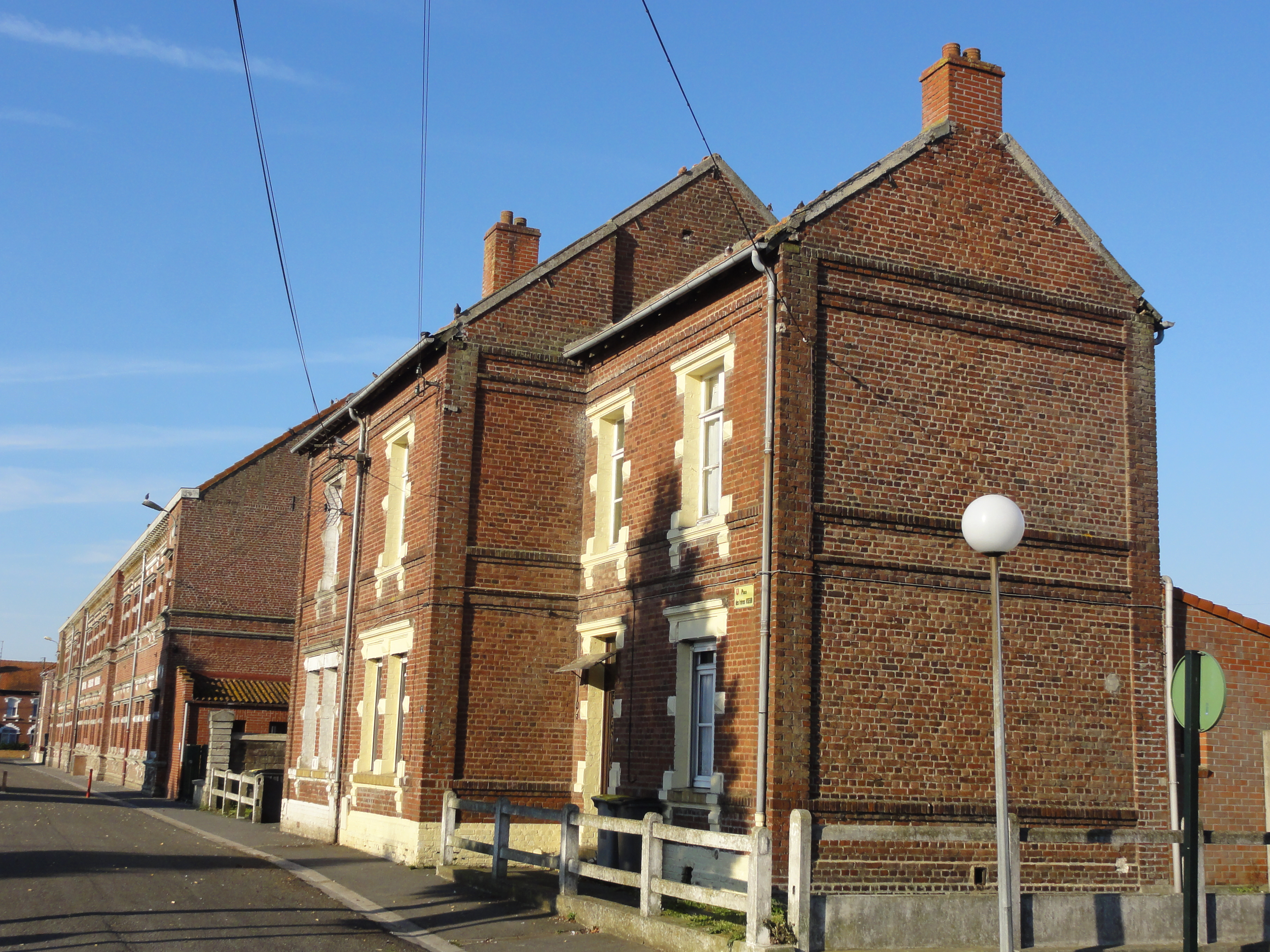
Des habitations groupées par deux.
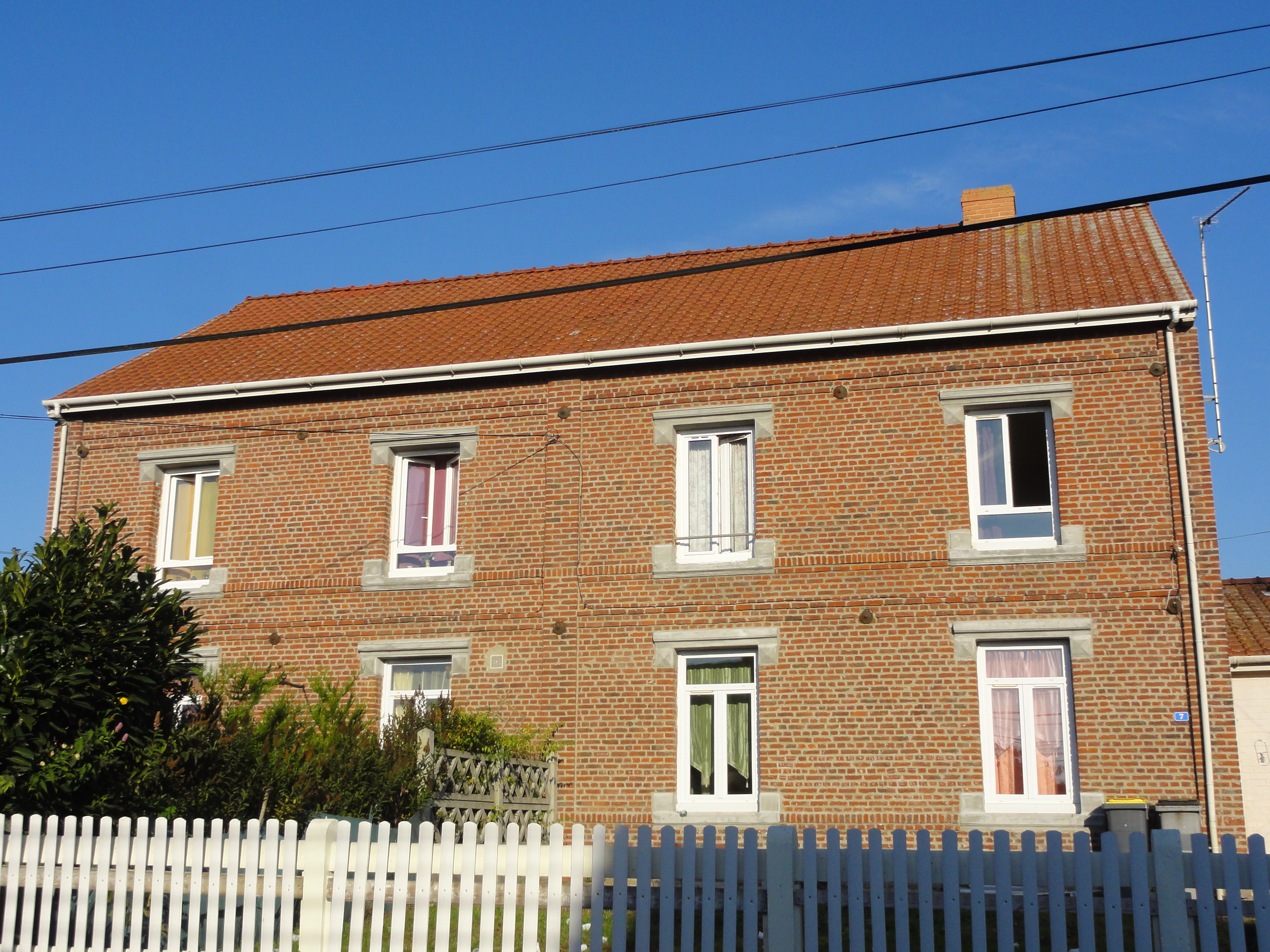
Des habitations groupées par quatre.
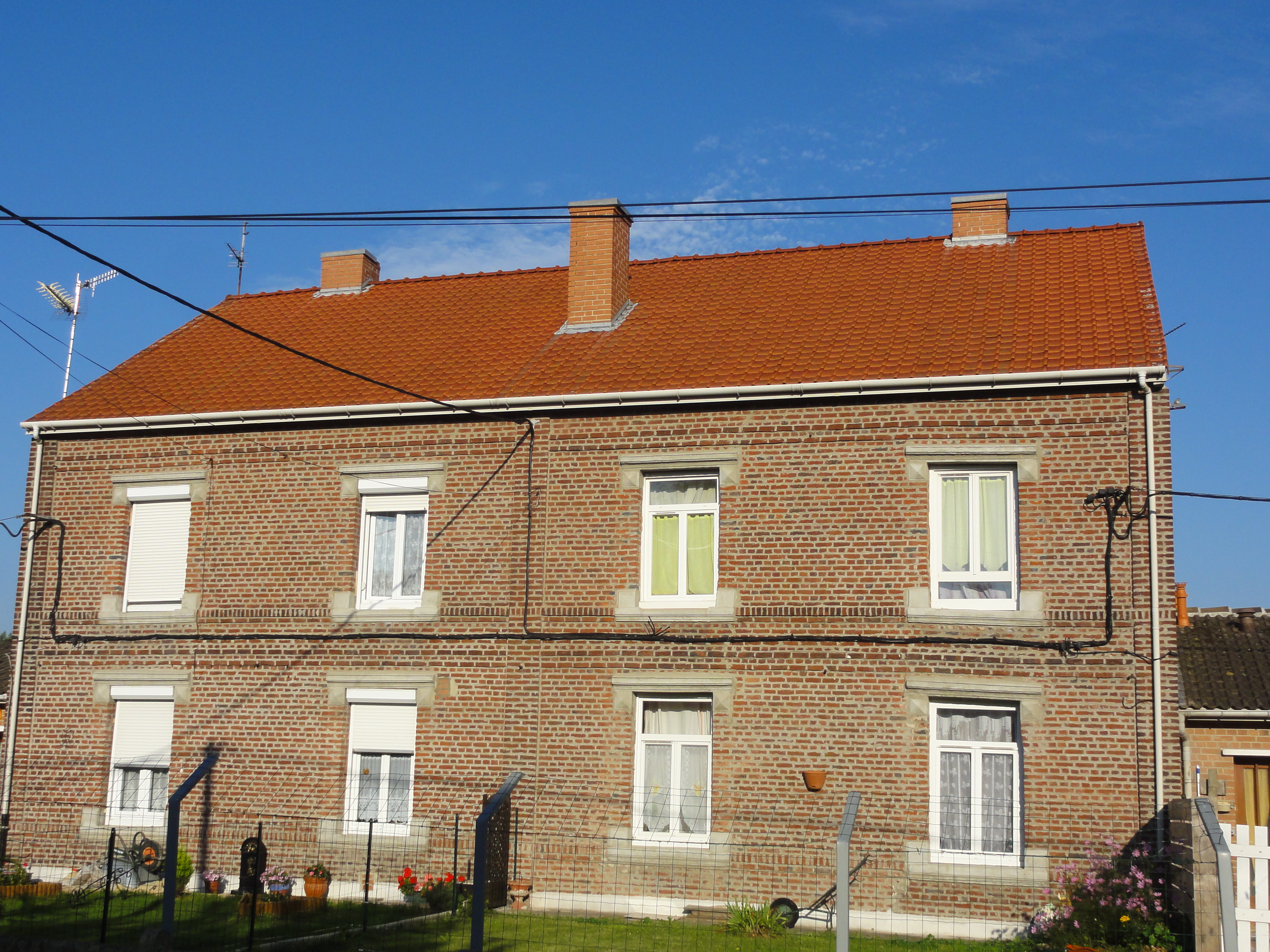
Des habitations groupées par quatre.
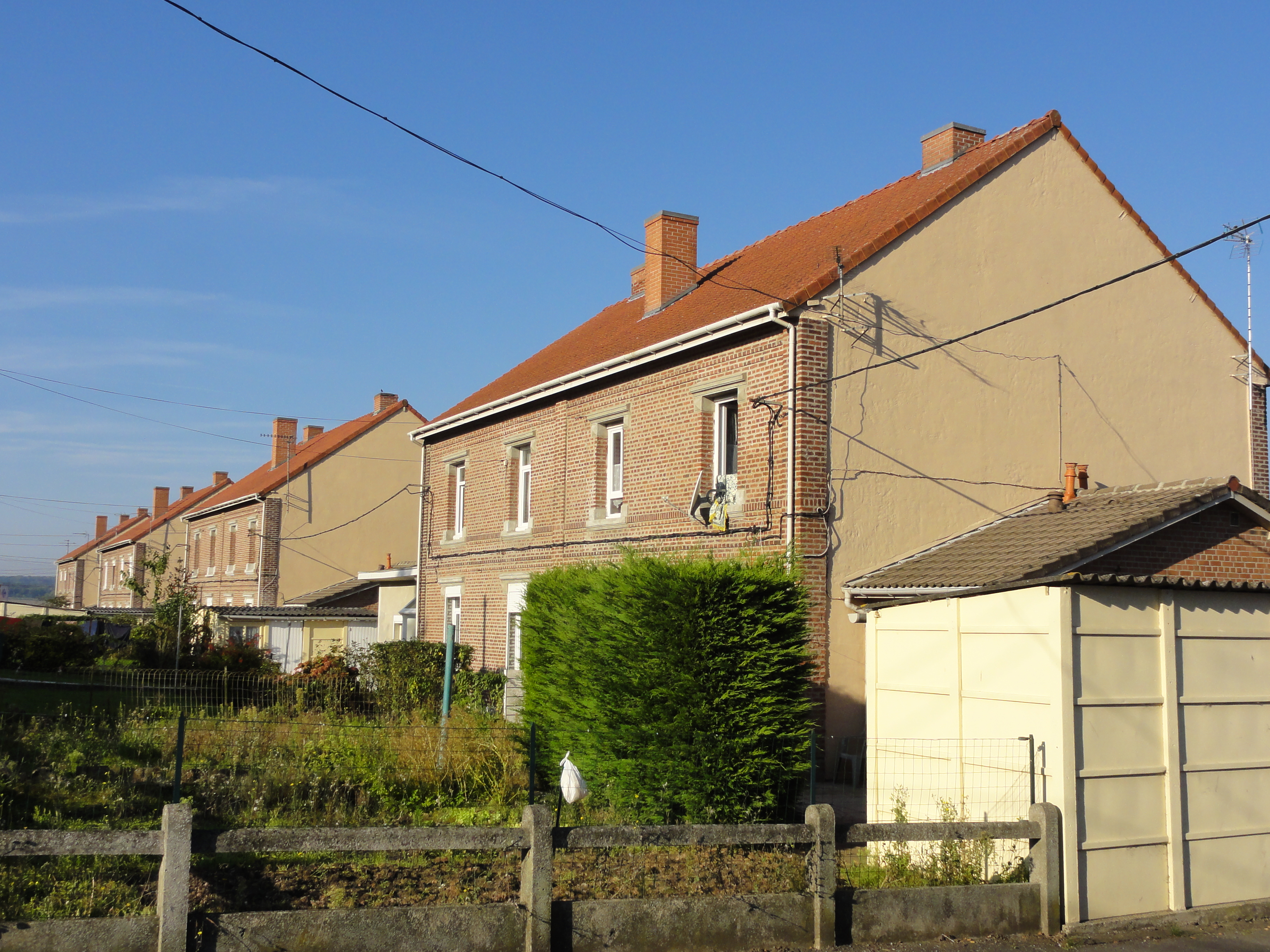
Des habitations groupées par quatre.

### Les écoles

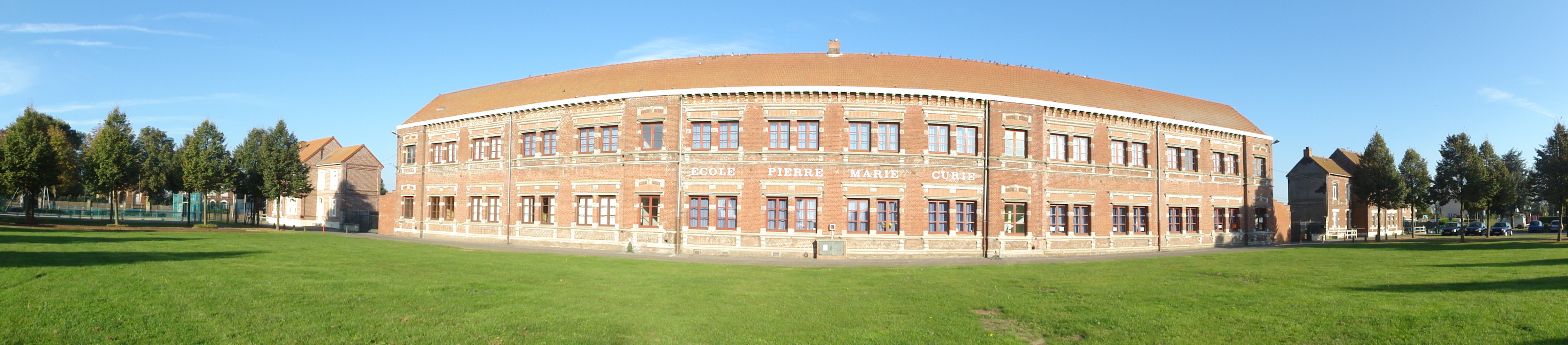
Vue panoramique des écoles.

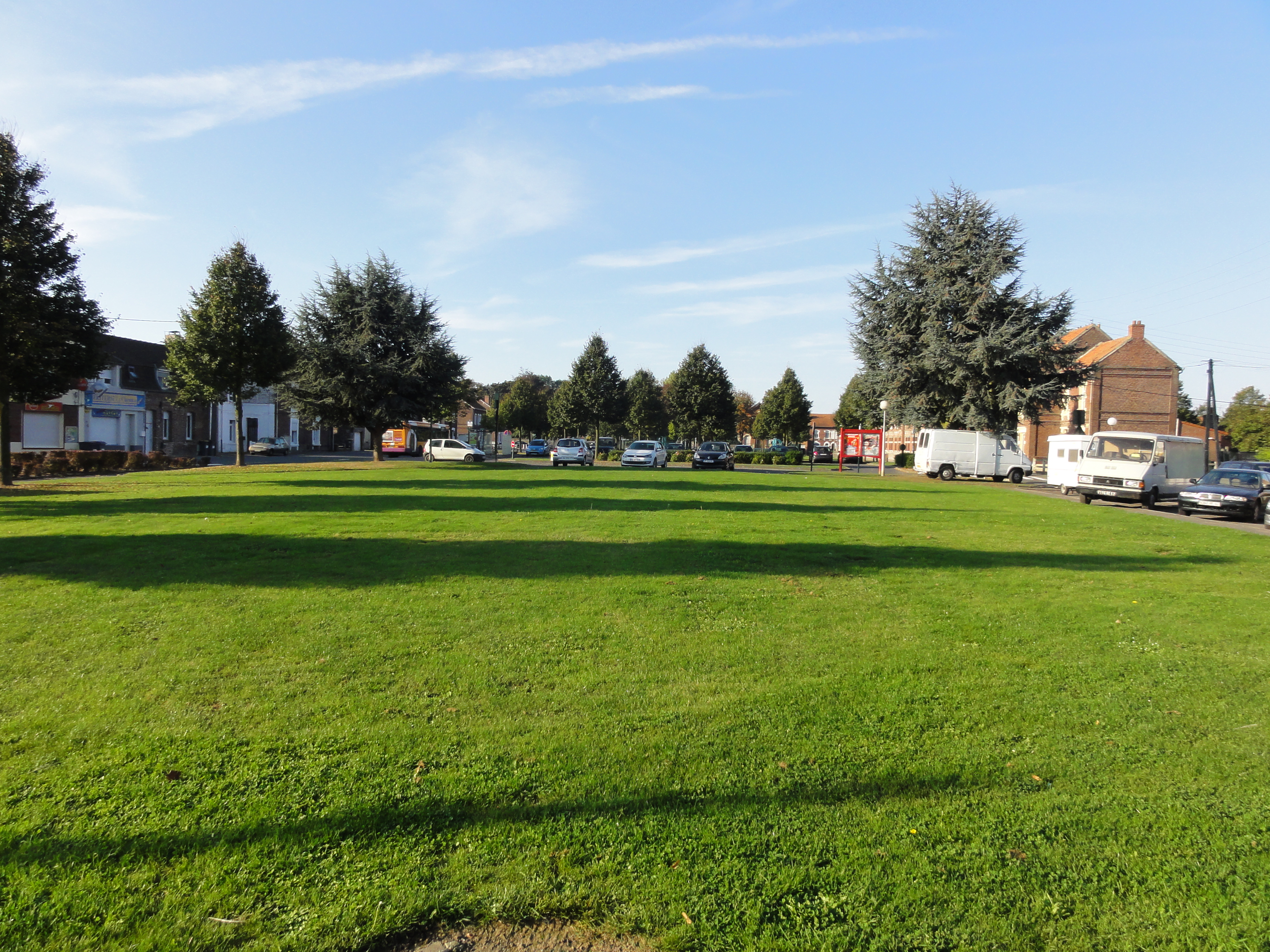
Le site de l'école en 2011.

50° 28′ 28″ N, 2° 29′ 16″ E
Des écoles sont bâties au cœur des cités.

### L'église
50° 28′ 29″ N, 2° 29′ 21″ E
Une église était bâtie au cœur des cités, face à la place et près des écoles. Elle a été détruite.